# Robert Tyszkiewicz

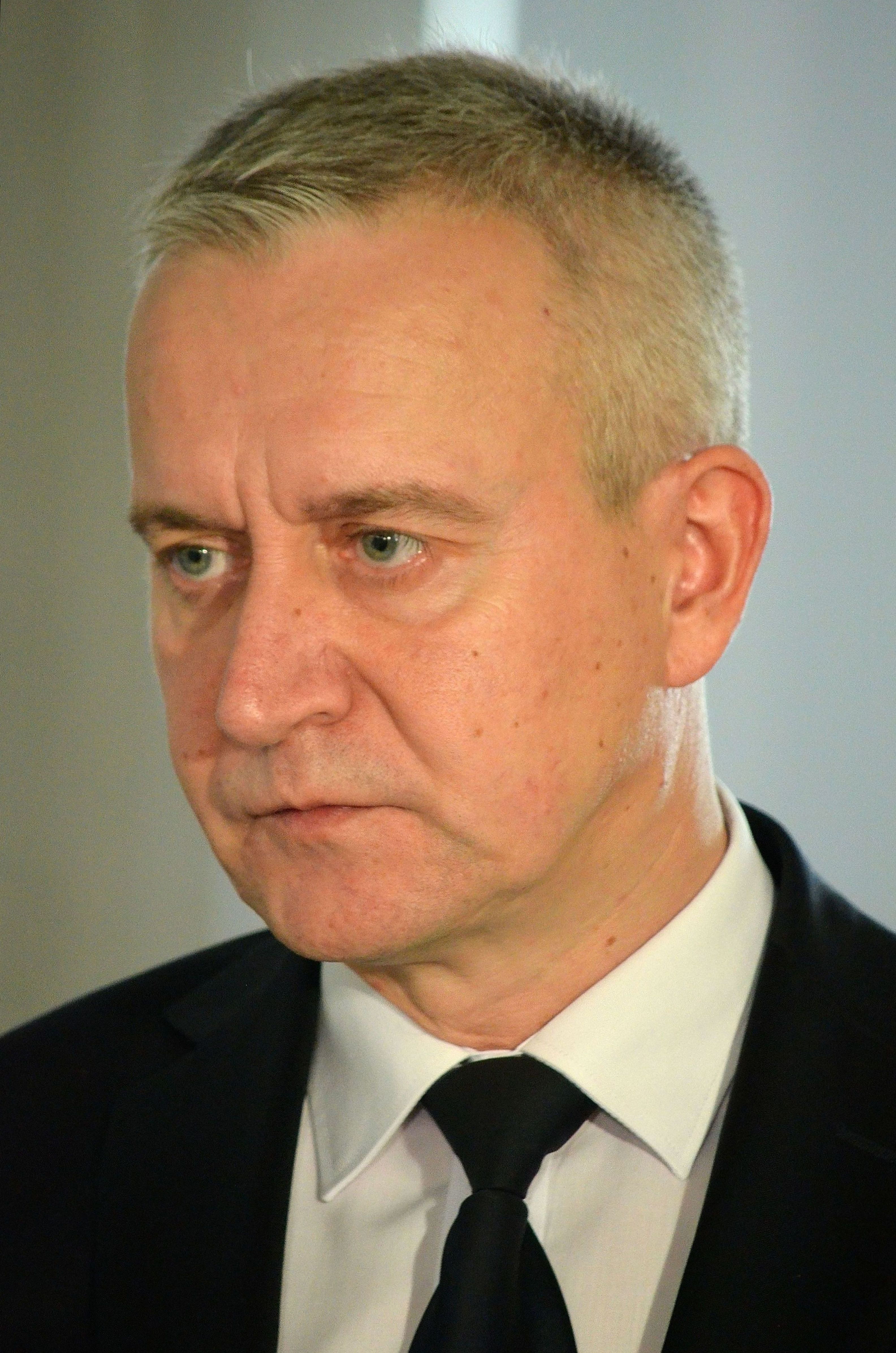
Robert Tyszkiewicz (2014)

Robert Tyszkiewicz (* 7. Juni 1963 in Białystok) ist ein polnischer Verleger und Politiker (PO). Er gehörte von 2005 bis 2023 dem Sejm in der V., VI., VII., VIII. und IX. Wahlperiode an.

## Leben und  Beruf
Robert Tyszkiewicz ging an das Gymnasium Nr. 2 in Białystok. Während des Kriegsrechts Anfang der 1980er Jahre organisierte Tyszkiewicz Streiks an seiner Schule und wurde daher 1981 von der Schule verwiesen. Sein Abitur legte er dann während seiner Tätigkeit als Rettungssanitäter an einer Abendschule ab. Ein Studium der polnischen Philologie begann er an einer Außenstelle der Universität Warschau in Białystok, beendete es aber nicht. 1990 bis 1992 war er Redakteur der Tygodnika Białostockiego und der Puls. 1992 gründete er den privaten Verlag Publikator, den er bis 2007 leitete. 
Robert Tyszkiewicz ist verheiratet und hat ein Kind.

## Politik
Auf Grund seiner politischen Betätigung, er engagierte sich in den regionalen Strukturen der unabhängigen Gewerkschaft Solidarność, wurde Tyszkiewicz 1984 und nochmals 1985 verhaftet. 1988/89 war er Sprecher der noch illegalen Solidarność in Białystok. 
2001 wurde er Mitglied der Platforma Obywatelska (PO) und war von 2003 bis 2006 Vorsitzender von deren Stadtverband in Białystok. Er trat für die PO zu den Parlamentswahlen 2005 an. Mit 13.232 Stimmen gelang es ihm einen Sitz im Sejm zu erringen. Von 2006 bis 2010 war er Vorsitzender der PO in der Woiwodschaft Podlachien. Bei den vorgezogenen Parlamentswahlen 2007 trat er erneut im Wahlkreis Białystok an und konnte mit 30.971 Stimmen wiederum ein Mandat erringen. Sein Engagement galt vor allem der polnischen Minderheit in Belarus und der Unterstützung der dortigen Opposition. Daraufhin wurde ihm mehrfach die Einreise nach Belarus verweigert. Auch 2011 wurde er für die PO in den Sejm gewählt. In dieser Wahlperiode war er Vorsitzender des Auswärtigen Ausschusses. 2013 wurde er erneut Vorsitzender der PO in Podlachien.
Bei der Präsidentschaftswahl 2015 leitete er die Wahlkampagne des amtierenden Präsidenten Bronisław Komorowski. Im selben Jahr wurde er bei der Parlamentswahl erneut für die PO in den Sejm gewählt. Bei der Parlamentswahl 2019 wurde er dann auf der Liste des Wahlbündnisses Koalicja Obywatelska (KO), an dem sich die PO beteiligte, wiedergewählt. 2021 trat er als Vorsitzender der podlachischen PO zurück. Bei der Parlamentswahl 2023 kandidierte er erneut für die KO, wurde aber nicht gewählt und schied daher nach 18 Jahren aus dem Sejm aus. Nach der Wahl wurde Berater Senatsmarschallin Małgorzata Kidawa-Błońska (PO) für die Belange der Polonia.